# Де Гранди, Бениньо
Бениньо Де Гранди, по прозвищу Нинетто (15 июня 1924 — 11 декабря 2014) — итальянский футболист (полузащитник), футбольный тренер и функционер.

## Карьера игрока
До перехода в «Милан» Де Гранди играл за «Сальсомаджиоре», «Фьоренцуолу», «Мантову» и «Сереньо». Он дебютировал в Серии А 20 ноября 1949 года и в следующие два сезона выиграл с «россонери» чемпионский титул и Латинский кубок.
В 1951 году он перешёл в «Палермо», подписав контракт на сумму 9,7 млн лир, за эти деньги он купил дом в Сальсомаджоре-Терме. В 1954/55 сезоне он был отдан в аренду «Сампдории», а затем закончил свою карьеру после сезона 1956/57, в котором он не сыграл ни одного матча.
В общей сложности он провёл 121 матч и забил девять голов в Серии А.

## Карьера тренера
Первый опыт работы тренером Де Гранди получил в «Специи» в 1964/65 сезоне.
В 1970/71 сезоне он был помощником главного тренера своей бывшей команды «Палермо». В январе 1971 года он заменил на посту главного тренера Кармело Ди Беллу, уволенного после поражения с минимальным счётом от «Реджины». В первый год Де Гранди сумел спасти команду от вылета, заняв 13-е место, а в следующем сезоне (1971/72) вывел команду в Серию A. Он покинул «Палермо» из-за финансовых разногласий с руководством.
После недолгого пребывания на тренерских скамьях «Таранто», «Турриса» и «Больцано» в 1975 году он вернулся на пост тренера «Палермо», где пробыл один сезон. Однако этот этап с клубом был менее успешным, чем первый. В следующем сезоне он стал спортивным директором клуба.
Он также был техническим директором и наблюдателем нескольких сицилийских команд, а начиная с 2003 года несколько лет комментировал матчи «Палермо» на TGS.

## Характеристика
Де Гранди был полузащитником с очень хорошим контролем мяча и умением отдать точную передачу, а также мог противостоять флангам соперника и помогать обороне. Когда Де Гранди играл в «Милане», итальянский спортивный журналист Джанни Брера называл его четвёртым шведом в трио Гре-Но-Ли. За элегантную игру он получил от футболиста «Милана», Альдо Боффи, прозвище «василёк».
Как тренер Де Гранди исповедовал атакующий стиль игры.

## Вне футбола
Де Гранди был женат на Лилиане Питруццелле, которая в своё время выиграла конкурс мисс Палермо. После окончания спортивной карьеры жил в Палермо.
Де Гранди умер 11 декабря 2014 года в возрасте 90 лет.